# Clara Weimersheimer
Claire oder Clara Weimersheimer (geboren als Clara Essinger am 6. September 1883 in Ulm; † 1963) war eine reformpädagogisch orientierte Heimerzieherin. Wegen ihrer jüdischen Herkunft musste sie 1936 Deutschland verlassen und wanderte nach Palästina aus.

## Herkunft
Ihre Eltern waren Leopold Essinger aus Oberdorf und Franziska Oppenheimer. Ihre älteste Schwester war die Reformpädagogin Anna Essinger (1879 in Ulm – 1960 in Kent, Vereinigtes Königreich).
Clara heiratete den Herrlinger Bezirksarzt Moritz Weimersheimer (–1919).

## Das Kinderheim in der Oberherrlinger Straße in Herrlingen
In Herrlingen ließ sie 1911 in der Oberherrlinger Str. 92 (früher Nr. 28) eine weitläufige Villa nach eigenen Entwürfen errichten, in der sie im folgenden Jahr ein Kinderheim für noch nicht schulpflichtige, schwer erziehbare und verhaltensgestörte Kinder eröffnete. Auch die Tochter von Luise und Erich Mendelsohn, Esther, befand sich im Sommer 1925 für einige Zeit in der Obhut von Clara Weimersheimer, da sich zu dieser Zeit Luise Mendelsohn zur Kur in St. Moritz aufhielt. Von einem Besuch dort schreibt Erich Mendelsohn seiner Tochter Esther einen langen gereimten Brief, in dem er auch auf deren Aufenthalt in Herrlingen eingeht:

„Greif noch so viel wie möglich Dir noch alle Sonne // Und Sommerwonne // Pflück Dir noch alle Blümchen // Beim Weimersheimermümchen // Iß Morrübchen und Kohl // Gehab Dich wohl. // Wenn Mütterchen nach Hause reist //Im Herbst, Du weißt // Dann wird aus Esther, dem [?###]schlanken Hummelchen/Albewind // Schnell wieder ein Westender Kind Pummelchen.“

Ein weiteres Kind, das früh in die Obhut von Clara Weimersheim gekommen war, war Karen Siemsen. Sie kam 1919 „in das Kinderheim Herrlingen bei Ulm. Dort blieb Karen fünf Jahre bis zum Tod der Mutter 1924.“ Nach ihrer späteren Ausbildung zur Kindergärtnerin arbeitete sie von 1932 bis 1934 wiederum mit Clara Weimersheim zusammen und betreute dort schwierige Jugendliche.

## Auswanderung nach Palästina
1926 gründete Clara zusammen mit ihrer aus den USA zurückgekehrten Schwester Anna und mit Unterstützung der Familie, insbesondere des Bruders und vermögenden Ulmer Kaufmanns Fritz, das Landschulheim Herrlingen.

Nachdem Anna Essinger 1933 nach England ausgewandert war, blieb Clara noch in Herrlingen. Die Kinder besuchten jetzt das neu gegründete Jüdische Landschulheim Herrlingen. Erst 1936 wanderte sie mit ihren eigenen Kindern Joav, Michal und Michael und von ihr weiterhin betreuten Heimkindern nach Palästina aus. Die damit verbundenen Absichten sind ausführlich beschrieben in einem Artikel der „Gemeindezeitung für die Israelitischen Gemeinden Württembergs“ vom 16. Februar 1936, der vor allem jüdische Eltern über diese Auswanderungsmöglichkeit für ihre Kinder informieren sollte:

„Im Kinderheim Herrlingen bei Ulm a.d.D. werden die Zelte abgebrochen, man siedelt nach Palästina über. Viele Eltern dürften ein Interesse daran haben zu erfahren, dass es eine Möglichkeit gibt, Kinder für kurze oder lange Zeit unter bewährter Obhut in Erez Israel erziehen zu lassen.
In Meged (Post Pardess Channah) besteht eine Schulfarm im Rahmen des von Biram geleiteten Landwirtschaftlichen Gymnasiums. Drei Tage theoretischer Unterricht wechseln mit drei Tagen praktischer Arbeit ab. Kinder mit anderer Begabungsrichtung haben aber auch die Möglichkeit, in technische und wissenschaftliche Berufe überzugehen. Dieses Gymnasium vergrößert sich und wird in den neuen großen Bau nach Pardess Channah verlegt.
Die bisherige Schulfarm wird das Heim für die Kinder der Frau Klär Weimersheimer vom Kinderheim Herrlingen. Es sind zwei Stein- und drei Holzhäuser, eine Garage, Stallungen für Kühe. Pferde, Esel, für 500 Hühner wird ein Stall neu gebaut. Ein großer Gemüsegarten dehnt sich und rings um das erhöht gelegene Grundstück breiten sich Pardessim so weit man sieht: alles jüdisches Land, so dass die Kinder ungefährdet Wanderungen machen und ausreiten können. Das ganze Anwesen ist von einer Mauer umfriedet und wenn dann allabendlich die zwei eisernen Tore geschlossen sind, werden die Kinder in geborgenem Gefühl ihre Feierstunde erleben. mit Musik, mit Vorlesen, mit der Kunde jüdischen Brauchtums. Die Schulfarm ist in organischer Verbindung mit dem Landwirtschaftlichen Gymnasium gedacht: die Schulfarm soll eine Art Vorstufe dafür bilden. In den Einzelhäusern werden je sechs Kinder in familienhaften Gruppen unter Leitung eines Erwachsenen zusammengefasst. Nach unten ist das Lebensalter nicht begrenzt, die kleinsten Herrlinger Kinderbetten kommen mit. Wasser ist in genügender Menge vorhanden, jeder kann täglich baden und sich duschen.
Im wesentlichen soll das Heim Kinder aus Deutschland aufnehmen und alles wird darauf abgestimmt sein, ihnen das Einleben so sehr wie möglich zu erleichtern. Drei Lehrkräfte, die Hebräisch und Englisch vollkommen beherrschen, und einige palästinensische Kinder werden die Aneignung von Sprachkenntnissen fördern. Und dies wird um so wichtiger genommen, als Kenntnis der hebräischen und der englischen Sprache Vorbedingung für die Aufnahme im Landwirtschaftlichen Gymnasium ist.
Die mit dem Heim sehr verbundene Köchin wird den Haushalt dort rituell führen. Einem Arzt und seiner Frau, die Krankenschwester ist, obliegt die gesundheitliche Betreuung des kleinen Reiches. Die Kinder werden es gepflegt und schön haben wie in Herrlingen.
Die Kosten für die Eltern sind auf 75 Pfund im Jahr festgesetzt und nach einer Besprechung mit Miß Szold, die dieser Arbeit Interesse und Hilfe entgegenbringt, kann der Betrag für zwei Jahre im voraus in Deutschland bezahlt werden und die Kinder können Zertifikate bekommen. Wer sich mehr orientieren oder sein Kind anmelden will, wende sich möglichst bald an das Kinderheim Herrlingen bei Ulm a.d.D. Es muss für jedes Kind ein Vertrag gemacht werden, und das nimmt auch einige Zeit in Anspruch.
Frau Klär Weimersheimer und die Kinder werden am 27. März mit der „Tel Aviv“ nach Erez Israel fahren.“

Aus diesem Plan hervorgegangen ist dann das Kinderdorf »Meschek Jeladim« in Pardes Channah, in dem nach ihrer 1939 erfolgten Emigration auch die Eheleute Hermann und Berta Hirsch und deren Tochter Esther mitarbeiteten. Nach dem Tod von Hermann Hirsch im Januar 1942 setzten Berta und Esteher Hirsch die Arbeit im Kinderheim »Meschek Jeladim« noch zwei Jahre fort. Sie übergaben die Einrichtung dann an die Women’s International Zionist Organisation (WIZO), die ein Heim für Vorschulkinder einrichtete. Berta Hirsch interessierte sich nicht für diese Arbeit und gründete in Naharija das Kinder- und Jugendheim Neve Hayeled.
Clara Weimersheimers Bruder Fritz und dessen Frau Hanna zogen 1938 nach Palästina. Pinchas Erlanger berichtet in seinen Erinnerungen davon, dass die seit 1938 „in Ramat Gan bei Tel Aviv lebenden Verwandten Fritz und Hanna Essinger, geb. Herrmann,“ ihm zum Einreisevisum nach Palästina verholfen hätten. The Palestine Gazette berichtete im März 1940 von der Gründung einer „Insurance and financial agency“ am 6. Februar 1940 durch Fritz Essinger aus Ramat Gan und Julius Kahn aus Tel Aviv. Fritz Essinger war weiterhin der Besitzer der Gebäude des Landschulheims und unterstützte auch das jüdische Landschulheim von Hugo Rosenthal. Anfang 1939, nach der Schließung des von Hugo Rosenthal geleiteten „Jüdischen Landschulheims“, hatte er das Ulmer Bankhaus Klett in der Platzgasse mit dem Verkauf der Immobilien beauftragt. Anfang der 1940er Jahre wurde das Landschulheimareal „als Eigentum des emigrierten Juden Fritz Essinger als ‚Feindvermögen‘ zugunsten des Reichs beschlagnahmt und von der Stadt Ulm verwaltet“. „Eines der Häuser ist später als „Rommel-Villa“ bekannt geworden, weil der Generalfeldmarschall dort vor seinem erzwungenen Selbstmord lebte.“ In Erinnerung an ihn und nicht in Erinnerung an die, die vor dem Regime flüchten mussten, dem er lange treu gedient hat, heißt die Straße, die am ehemaligen Hauptgebäude des Landschulheims vorbeiführt, seinen Namen.